# L'unico modo
L'unico modo (The Proper Study) è un racconto di fantascienza di Isaac Asimov pubblicato per la prima volta nel 1968 sul numero di settembre della rivista Boy's Life.
Successivamente è stato incluso nell'antologia Testi e note (Buy Jupiter and Other Stories) del 1975.
È stato pubblicato varie volte in italiano a partire dal 1976.
Il racconto nacque su commissione della rivista e doveva essere ispirata dal disegno di una testa appena abbozzata circondata da ghirigori psichedelici.

## Trama
In un futuro in cui gli Stati Uniti sono retti da una dittatura militare, il professor Oscar Harding sta conducendo degli esperimenti su una tecnica che ha battezzato "neurofotoscopia", per mezzo della quale si possono osservare le onde cerebrali che compaiono come diagrammi colorati intorno alla testa e possono essere esaminate e analizzate.
Nei suoi sforzi di far declassificare il suo progetto, in modo che venga sottratto al controllo dei militari, Harding invita il generale al comando ad assistere a un esperimento. Il generale viene influenzato dall'esperimento, secondo i piani di Harding, e in un momento di vulnerabilità mentale acconsente a declassificare il progetto.
Prima che gli effetti dell'esperimento svaniscano del tutto, Harding organizza tutto in modo che i dettagli del progetto vengano trasmessi ai mass media di tutto il mondo, permettendo così agli altri ricercatori di cominciare “lo studio che più le si addice”.